# Geneu'r Glyn
Geneu'r Glyn är en community i Storbritannien.   Den ligger i kommunen Ceredigion och riksdelen Wales, i den södra delen av landet, 290 km väster om huvudstaden London.
Det största samhället i Geneu'r Glyn är Llandre.